# Simple DirectMedia Layer
Simple DirectMedia Layer (SDL) — свободная кроссплатформенная мультимедийная библиотека, реализующая единый программный интерфейс к графической подсистеме, звуковым устройствам и средствам ввода для широкого спектра платформ. Данная библиотека активно используется при написании кроссплатформенных мультимедийных программ (в основном игр).
Официально поддерживаемые операционные системы: Linux, Microsoft Windows, macOS, iOS и Android.
SDL API доступны для языков: C, C++, C#, VB.NET, D, Ada, Vala, Eiffel, Haskell, Erlang, Euphoria, Java, Lisp, Lua, ML, Pascal, Perl, PHP, Pike, PureBasic, Python, Go, Rust и Ruby.
Основная часть SDL содержит базовый, весьма ограниченный спектр возможностей. Дополнительную функциональность обеспечивают библиотеки расширений, которые обычно входят в поставку SDL.
Начиная с версии 2.0, SDL распространяется под условиями лицензии zlib; до этого использовалась лицензия GNU LGPL.

## История
SDL создал Сэм Лантинга, будучи ведущим программистом компании Loki Entertainment Software. История SDL начинается со времён, когда Сэм работал над программой-эмулятором Microsoft Windows для Macintosh. Он заметил, что многие куски кода без проблем могут работать на Linux. И он решил создать небольшую библиотеку, чтобы ей могли воспользоваться другие программисты. В октябре 1997 был выпущен релиз библиотеки с версией 0.3, а позже эту библиотеку вовсю использовала компания Loki Software для портирования игр под Linux.
После банкротства Loki Software Сэм работал в качестве ведущего разработчика в Blizzard, где велись работы по портированию World of Warcraft на Linux, но в компании решили закрыть проект.
С июля 2012 года Сэм присоединился к команде разработчиков Valve, где занимается дальнейшей разработкой SDL.

## Структура
SDL сам по себе довольно прост. Его можно рассматривать как тонкую прослойку, обеспечивающую поддержку для 2D-операций над пикселями, звука, доступа к файлам, обработки событий и т. п. Он часто используется в дополнение к OpenGL, предоставляя поддержку мыши, клавиатуры и джойстиков.
Библиотека состоит из нескольких подсистем, таких как Video, Audio, CD-ROM, Joystick и Timer. В дополнение к этой базовой низкоуровневой функциональности, существует ряд стандартных библиотек, предоставляющих дополнительную функциональность:
- SDL_image — поддержка различных растровых форматов[9][10]
- SDL_mixer — функции для организации сложного аудио, в основном, сведение звука из нескольких источников[11][12]
- SDL_net — поддержка сетевых функций[13][14]
- SDL_ttf — поддержка шрифтов TrueType[15][16]
- SDL_rtf — отрисовка текста в формате RTF (доступна только для SDL 1.2)[17]

## Γалерея
- 0 A.D.
- Hedgewars
- Frets on Fire
- OpenTTD
- The Battle for Wesnoth
- Oolite
- Secret Maryo Chronicles
- Trine